# Jack O'Halloran
Pour les articles homonymes, voir O'Halloran.
Jack O'Halloran, né le 8 avril 1943 à Philadelphie, est un acteur et producteur américain, et ancien boxeur professionnel. Il est notamment connu pour le rôle de Non dans Superman et Superman 2. Il est également apparu dans bon nombre de séries, telles que Cannon et Arabesque.

## Filmographie

### Cinéma
- 1975 : Adieu ma jolie : Moose Malloy
- 1976 : King Kong : Joe Perko
- 1977 : Il était une fois la légion : Ivan
- 1978 : Superman : Non

- 1980 : Revanche à Baltimore : Max
- 1980 : Superman 2 : Non
- 1987 : Dragnet : Emil Muzz
- 1988 : Héros : Simon Moon

- 1994 : Huck and the King of Hearts : Truck
- 1994 : La Famille Pierrafeu : Yéti

### Télévision
- 1975 : Cannon : Wally (1 épisode)
- 1978 : Embarquement immédiat : 1 épisode
- 1982 : Best of the West : 1 épisode
- 1984 : Rick Hunter : Charles « Hammer » Turell (1 épisode)
- 1985 : K 2000 : Rawleigh (1 épisode)
- 1985 : Arabesque : Lou Ross (1 épisode)
- 1990 : Perry Mason : le grand homme (épisode La gamine insupportable)
- 1991 : Morton & Hayes : Ooloo le géant (1 épisode)
- 1994 : Diagnostic : Meurtre : Mickey (1 épisode)

## Production
- 2007 : La Liste